# Championnat du Kirghizistan de football 2013
Navigation
Saison précédente Saison suivante
La saison 2013 du Championnat du Kirghizistan de football est la vingt-deuxième édition de la première division au Kirghizistan. Contrairement aux éditions précédentes, la compétition se déroule en deux phases : lors de la phase régulière, les huit équipes engagées sont regroupées au sein d'une poule unique où elles s'affrontent deux fois, à domicile et à l'extérieur. Les quatre premiers se disputent le titre et les quatre derniers jouent une phase de classement.
C'est le FC Alay Och qui remporte la compétition cette saison après avoir terminé en tête du classement final, avec trois points d'avance sur le double tenant du titre, le Dordoi Bichkek. C'est le tout premier titre de champion du Kirghizistan de l'histoire du club, qui réalise même le doublé en battant le Dordoi en finale de la Coupe du Kirghizistan.
Grâce aux bons résultats des clubs kirghizes en Coupe du président de l'AFC, la confédération asiatique permet à la fédération d'engager le vainqueur du championnat en Coupe de l'AFC, la compétition inter-clubs de deuxième niveau en Asie.

## Les clubs participants
- Dordoi Bichkek
- Abdish-Ata Kant
- FC Alay Och
- FC Neftchi Kotchkor-Ata - Promu de D2
- Alga Bichkek
- FC Ala-Too
- FK Ysyk-Kol
- Manas Talas - Promu de D2

## Compétition
Le barème de points servant à établir le classement se décompose ainsi :
- Victoire : 3 points
- Match nul : 1 point
- Défaite : 0 point

### Première phase

#### Classement
| Rang | Équipe                   | Pts | J  | G  | N | P  | Bp | Bc | Diff |
| ---- | ------------------------ | --- | -- | -- | - | -- | -- | -- | ---- |
| 1    | FC Alay Och              | 33  | 14 | 10 | 3 | 1  | 32 | 11 | +21  |
| 2    | Dordoi BichkekT          | 30  | 14 | 9  | 3 | 2  | 42 | 11 | +31  |
| 3    | Abdish-Ata Kant          | 27  | 14 | 8  | 3 | 3  | 45 | 14 | +31  |
| 4    | Alga Bichkek             | 25  | 14 | 7  | 4 | 3  | 33 | 8  | +25  |
| 5    | FC Ala-Too               | 21  | 14 | 6  | 3 | 5  | 28 | 19 | +9   |
| 6    | FC Neftchi Kotchkor-AtaP | 17  | 14 | 5  | 2 | 7  | 19 | 20 | -1   |
| 7    | FK Ysyk-Kol              | 3   | 14 | 1  | 0 | 13 | 10 | 38 | -28  |
| 8    | Manas TalasP             | 3   | 14 | 1  | 0 | 13 | 5  | 93 | -88  |

|  | Qualification pour la poule pour le titre                                     |
|  | Participation à la poule de classement                                        |
|  | T : Tenant du titre C : Vainqueur de la Coupe du Kirghizistan P : Promu de D2 |

#### Résultats
| Résultats (▼dom., ►ext.) | AAK  | ALT | ALO | ALG  | DOR  | YSY | MAN  | NEF |
| Abdish-Ata Kant          |      | 3-0 | 2-2 | 1-0  | 3-1  | 1-0 | 14-0 | 1-1 |
| FC Ala-Too               | 2-3  |     | 1-2 | 1-1  | 1-1  | 2-1 | 9-0  | 2-0 |
| FC Alay Och              | 2-1  | 1-1 |     | 1-0  | 2-1  | 5-1 | 4-1  | 4-0 |
| Alga Bichkek             | 3-1  | 1-0 | 0-0 |      | 1-1  | 3-0 | 7-0  | 0-1 |
| Dordoi Bichkek           | 3-0  | 4-0 | 2-0 | 1-1  |      | 4-0 | 7-0  | 3-1 |
| FK Ysyk-Kol              | 0-3  | 1-2 | 0-3 | 0-4  | 1-2  |     | 2-1  | 2-3 |
| Manas Talas              | 0-12 | 0-5 | 0-4 | 0-10 | 1-11 | 2-1 |      | 0-3 |
| FC Neftchi Kotchkor-Ata  | 0-0  | 1-2 | 1-2 | 1-2  | 0-1  | 3-1 | 4-0  |     |

### Seconde phase
| Rang | Équipe          | Pts | J  | G  | N | P | Bp | Bc | Diff |  | Résultats (▼ dom., ► ext.) | Ala | Dor | Abd | Alg |
| ---- | --------------- | --- | -- | -- | - | - | -- | -- | ---- |  | -------------------------- | --- | --- | --- | --- |
| 1    | FC Alay OchC    | 43  | 20 | 13 | 4 | 3 | 38 | 19 | +19  |  | FC Alay OchC               |     | 1-0 | 1-0 | 0-0 |
| 2    | Dordoi BichkekT | 40  | 20 | 12 | 4 | 4 | 53 | 16 | +37  |  | Dordoi BichkekT            | 4-0 |     | 3-2 | 0-1 |
| 3    | Abdish-Ata Kant | 33  | 20 | 9  | 6 | 5 | 50 | 20 | +30  |  | Abdish-Ata Kant            | 2-1 | 1-1 |     | 0-0 |
| 4    | Alga Bichkek    | 31  | 20 | 8  | 7 | 5 | 36 | 14 | +22  |  | Alga Bichkek               | 2-3 | 0-3 | 0-0 |     |

| Rang | Équipe                   | Pts | J  | G  | N | P  | Bp | Bc  | Diff |  | Résultats (▼ dom., ► ext.) | Ala | Nef | Ysy | Man |
| ---- | ------------------------ | --- | -- | -- | - | -- | -- | --- | ---- |  | -------------------------- | --- | --- | --- | --- |
| 5    | FC Ala-Too               | 36  | 20 | 11 | 3 | 6  | 41 | 23  | +18  |  | FC Ala-Too                 |     | 0-1 | 2-1 | 4-0 |
| 6    | FC Neftchi Kotchkor-AtaP | 30  | 20 | 9  | 3 | 8  | 29 | 24  | +5   |  | FC Neftchi Kotchkor-AtaP   | 1-2 |     | 1-0 | 2-1 |
| 7    | FK Ysyk-Kol              | 10  | 20 | 3  | 1 | 16 | 14 | 45  | -31  |  | FK Ysyk-Kol                | 1-4 | 0-0 |     | 1-0 |
| 8    | Manas TalasP             | 3   | 20 | 1  | 0 | 19 | 7  | 107 | -100 |  | Manas TalasP               | 0-1 | 1-5 | 0-1 |     |

|  | Qualification pour la Coupe de l'AFC 2014                                     |
|  | T : Tenant du titre C : Vainqueur de la Coupe du Kirghizistan P : Promu de D2 |

## Bilan de la saison
| Championnat du Kirghizistan de football 2013 |                         |
| Champion                                     | FC Alay Och (1er titre) |
| Coupes et trophées                           |                         |
| Vainqueur de la Coupe du Kirghizistan 2013   | FC Alay Och             |
| Qualifications continentales                 |                         |
| Coupe de l'AFC 2014                          | FC Alay Och             |
| Promotions et relégations                    |                         |
| Promus en Vysshaya Liga                      | Aldiyer Kurshab         |
| Relégués en Deuxième division                | Aucun                   |